# Pseudauchenipterus
Pseudauchenipterus — рід риб з підродини Auchenipterinae родини Auchenipteridae ряду сомоподібних. Має 4 види.

## Опис
Загальна довжина представників цього роду коливається від 12 до 22 см. Голова коротка, морда трохи подовжена. Очі невеличкі. Є 3 пари маленьких вусів. Тулуб витягнутий, широкий в області грудних плавців та черева. Спинний плавець високий, з короткою основою. Жировий плавець крихітний. Грудні плавці невеличкі, але широкі. Анальний плавець доволі високий, помірно довгий. Хвостовий плавець має витягнуті кінчики тонки, є велика виїмка.
Забарвлення коричнювате, сріблясте або сталеве. Спина темніша за загальний фон.

## Спосіб життя
Зустрічаються у прісних і солонуватих водах. Воліють мулисті каламутні ріки. Активні переважно у присмерку або вночі. Тримають дна. Всеїдні, втім переважно вживають детрит.

## Розповсюдження
Мешкають у водоймах від Тринідаду до Бразилії.

## Види
- Pseudauchenipterus affinis
- Pseudauchenipterus flavescens
- Pseudauchenipterus jequitinhonhae
- Pseudauchenipterus nodosus